# Maki Tsukada
Maki Tsukada 塚田 真希 (Tsukada Maki?) (Shimotsuma, 5 gennaio 1982) è una judoka giapponese, vincitrice della medaglia d'oro nella categoria oltre i 78 kg ad Atene 2004 e d'argento a Pechino 2008.

## Palmarès
- Giochi olimpici

Atene 2004: oro nella categoria oltre i 78 kg.
Pechino 2008: argento nella categoria oltre i 78 kg.
- Campionati mondiali di judo

Osaka 2003: argento nella categoria oltre i 78 kg.
Il Cairo 2005: bronzo nella categoria oltre i 78 kg.
Rio de Janeiro 2007: oro nella categoria Open e argento nella categoria oltre i 78 kg.
Tokyo 2010: bronzo nella categoria oltre i 78 kg.
- Giochi asiatici

Pusan 2002: argento nella categoria Open.
- Universiadi

Pechino 2001: argento nella categoria oltre i 78 kg.